# Lloyd's di Londra
Lloyd's Assicurazioni (conosciuta anche come Lloyd's) è una corporazione inglese di assicurazioni nata verso la fine del XVII secolo e situata nel principale distretto finanziario della City.
Inizialmente, armatori e uomini d'affari cominciarono a riunirsi nel caffè di Edward Lloyd (la Lloyd's Coffee House) a Londra, vicino al fiume Tamigi, al fine di assicurare le loro navi. Al giorno d'oggi è conosciuta come uno dei più importanti mercati assicurativi del mondo, e ci riferisce alla corporazione come "The Lloyd's" (i Lloyd's).
I Lloyd's non sottoscrivono assicurazioni in proprio nome, che sono invece lasciate ai membri. La corporazione opera in modo efficace come un regolatore del mercato, stabilendo regole in base alle quali i membri possono operare e offrire servizi centralizzati agli altri operatori iscritti. Ci sono due categorie di persone e imprese che operano presso i Lloyd's. I primi sono soci o dei fornitori di capitale, gli underwriters (letteralmente "sottoscrittori"), i secondi sono agenti, broker e altri professionisti che sostengono i soci, sottoscrivono i rischi, e rappresentano i clienti all'esterno.
Per la maggior parte della storia dei Lloyd's, ricchi e facoltosi individui (i cosiddetti Names) hanno sostenuto le politiche dei Lloyd's, garantendo gli indennizzi agli assicurati con tutto il loro patrimonio personale (responsabilità illimitata). Dal 1994 i Lloyd's hanno permesso l'ingresso alle imprese nel mercato, con relativa responsabilità limitata. Le perdite registrate nei primi anni 1990 avevano devastato le finanze di molti soci facoltosi (più di 1.500 su 34.000 sono stati dichiarati falliti) e messo in fuga gli altri.
Inga Beale, la prima donna CEO della compagnia pluricentenaria, nominata nel 2014, ha lasciato l'incarico nel 2019, dopo che il gruppo ha accusato una perdita di 2 miliardi di sterline nel 2017 a causa in gran parte di disastri naturali accaduti nei Caraibi e nell'America del Nord.

## Struttura
Al 31 gennaio 2009 la struttura era la seguente:
Fornitori di Capitali
- 1238 corporate members
- 773 soci a responsabilità illimitata

Partecipanti al Mercato
- 52 managing agents
- 84 syndicates
- 181 Lloyd's brokers

## Storia

### LaLloyd's Coffee House

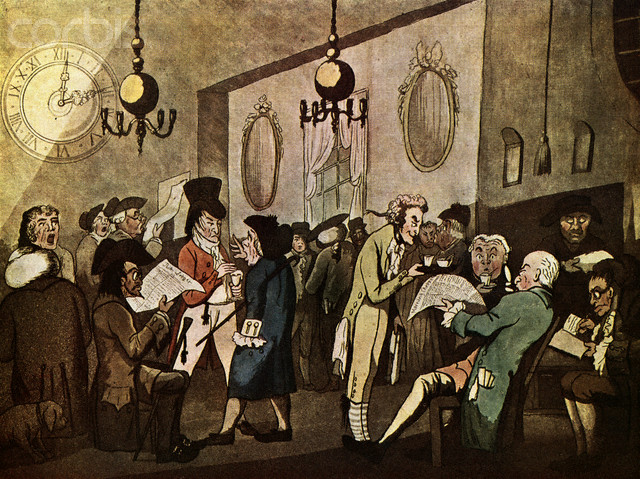
La Coffee house di Edward Lloyd

Nel diciassettesimo secolo, l'importanza di Londra come centro di commerci portò a una crescente domanda di assicurazioni sulle navi ("corpi") e i loro carichi ("merci"). La coffee house di Edward Lloyd era un luogo molto frequentato da marinai, mercanti e imprenditori navali per discutere dei propri affari. Il primo riferimento al caffè del signor Lloyd si può trovare nella Gazzetta di Londra tra il 21 e il 25 febbraio 1688 in un messaggio pubblicitario che annunciava un compenso per un cavallo rubato (300 anni prima che i Lloyd's pagassero per il famoso cavallo irlandese scomparso nel 1983, Shergar).
Alla fine del 1691 gli affari della Lloyd's Coffee House andavano a gonfie vele. Edward Lloyd, a quell'epoca quarantatreenne, spostò la sede del suo caffè al n. 16 di Lombard Street, di fronte alla Borsa di Londra (Royal Exchange), nel cuore dei quartieri mercantili. Il nuovo bar era vicino a un orologiaio di nome Finch. Era probabilmente una grande stanza con il pavimento in legno levigato, un bancone e tavoli con sedie e panche. I mercanti continuarono a discutere di questioni assicurative in questa strada fino al 1774, molto tempo dopo la morte del signor Lloyd avvenuta nel 1713, quando i membri partecipanti al regime assicurativo formarono un comitato e si trasferirono al Royal Exchange su Cornhill come associazione denominata Lloyd's.
Nel 1692, Edward aveva uno staff formato da tre uomini e due ragazze, il cui lavoro, oltre a distribuire caffè, tè e sorbetti, consisteva nel controllare che i clienti abituali avessero penne, inchiostro e fogli. 
Dal 1698, il Caffè Lloyd's era diventato la sede di contrattazioni regolari a lume di candela, secondo uno stile tipico del diciassettesimo secolo, caratterizzato da vendite all'asta durante le quali le offerte iniziavano con l'accensione di un piccolo mozzicone di candela, e l'offerta vincente era l'ultima prima che la candela si consumasse del tutto. Le merci vendute variavano da navi e carichi di cognac e brandy a pacchi di caffè turco e 53 barilotti di straordinari vini rossi francesi.
Oggi, una lapide blu in un supermercato Sainsbury è tutto quello che rimane di quel caffè del signor Lloyd.

### Le leggi

#### Prima legge sui Lloyd's
Il Royal Exchange venne distrutto da un incendio nel 1838 e, nonostante la ricostruzione, molti dei suoi documenti andarono distrutti. Nel 1871, il Parlamento approvò una legge che dava alla società un valore legale regolamentato. Una legge del 1911 ne fissò gli obiettivi che comprendevano la promozione dei suoi membri e la raccolta e distribuzione di informazioni a tutti loro. 
I membri della società, che per la maggior parte erano degli operatori di mercato, si resero conto che essa era troppo piccola nei confronti della capitalizzazione dei mercati e dei rischi che andava sottoscrivendo. La risposta fu la realizzazione di un'indagine interna segreta, nota come Cromer Report, che diede il suo responso nel 1968. Questa inchiesta rivelò che era necessario aumentare il numero dei soci a soggetti che non fossero operatori di mercato, inserendo anche non britannici e donne e ridurre i requisiti di capitalizzazione onerosa. Il rapporto pose anche la sua attenzione sui danni dovuti a conflitto di interessi.

#### Seconda legge sui Lloyd's
Durante gli anni settanta, diversi fattori ebbero notevole influenza sulla società. Innanzitutto il sistema fiscale nel Regno Unito, che fece sì che i Lloyd's fungessero da rifugio fiscale oltre che da mercato assicurativo. Ciò provocò un aumento del numero degli investitori passivi, che sbilanciarono il numero dei sottoscrittori effettivamente attivi sul mercato. Inoltre, una serie di scandali finanziari della fine degli anni settanta e inizio anni ottanta, incluso il collasso del gruppo Sass, evidenziarono sia la carenza di regole che di poteri legali da parte del Consiglio dei Lloyd's, il quale non era più in grado di gestire la società, sia in conseguenza dei suddetti cambiamenti nel sistema fiscale britannico, sia per com'era strutturato al tempo. 
Nel 1980 il Consiglio dei Lloyd's commissionò al signor Henry Fisher la stesura di una relazione che fungesse da base per un nuovo atto della compagnia. Le conclusioni della sua analisi evidenziarono soprattutto un "deficit democratico" e la mancanza di una struttura regolativa.
Nel 1982 il Parlamento britannico passò una nuova legge chiamata Seconda Legge dei Lloyd's. L'obiettivo principale era quello di evitare conflitti d'interessi e regolare, di conseguenza, i rapporti tra broker e underwriters. In particolare, lo scopo primario della legge era quello di separare la proprietà dei gruppi di sottoscrittori dalla proprietà delle ditte di intermediazione, in modo che intermediazione e sottoscrizione fossero atti compiuti da soggetti diversi, evitando quindi d'ingenerare conflitti d'interesse. La legge sui Lloyd's del 1982 ridefinì, inoltre, la struttura dell'azienda; stabilì la creazione di un "nuovo Consiglio governativo" per la stesura e la modifica di regole interne e istituì un comitato disciplinare e una "Corte d'appello" interna. 
Subito dopo la promulgazione della legge del 1982, vennero alla luce parecchie frodi interne e vennero avviate procedure disciplinari contro un grande numero di sottoscrittori individuali che avevano trasferito somme dalle loro aziende ai loro conti personali.

## I membri
I membri della Lloyd's sono enti (per esempio uomini d'affari, persone o gruppi di persone) che forniscono capitali ai sindacati dei Lloyd's. Tutti i sindacati dei Lloyd's sottoscrivono gli affari per conto di uno o più membri.
Gli enti che richiedono di essere membri dei Lloyd's devono essere registrati per la prima volta e lavorare esclusivamente per i Lloyd's come sottoscrittori e non impegnarsi in nessun'altra attività. Devono appartenere ad una UK registered private limited company oppure ad una Scottish Limited Partner o ancora a una Limited Liability Partnership registered in England or Wales.
Individui, gruppi di persone o gruppi di aziende possono richiedere di essere membri dei Lloyds. Tutti devono sottostare alle regole dei Lloyd's. Un'approvazione separata non è attualmente richiesta né dall'Autorità di vigilanza prudenziale, né dall'Autorità di condotta finanziaria.

### I tipi di membri
Ci sono due tipi di membri: gli underwriters (letteralmente "sottoscrittori") e i broker (ossia gli "intermediari"). 

#### Broker
Il broker assicurativo è un libero professionista, che fa da mediatore - per contratti di copertura di rischi - fra il cliente e le compagnie di assicurazione. Deve saper offrire al cliente un servizio personalizzato di consulenza e di tutela totale in campo assicurativo, articolato nei seguenti momenti:
- acquisizione dei clienti e analisi dei loro bisogni;
- analisi del mercato;
- valutazione dei rischi e individuazione delle compagnie di assicurazione più idonee a soddisfare le esigenze del cliente;
- definizione delle specifiche contrattuali e gestione dei contratti;
- assistenza nella liquidazione dei danni.

Il broker che lavora presso i Lloyd's non deve in alcun modo essere vincolato alle aziende di assicurazione e riassicurazione, altrimenti verrebbe meno la sua indipendenza nella scelta delle polizze più adatte ai propri clienti.

#### Underwriters
Un underwriter è l'individuo o l'organizzazione che si assume la copertura di un rischio (assicurazione) dietro il pagamento di una commissione (underwriting fees). Gli underwriter hanno questo nome in quanto usavano "sottoscrivere", ossia firmare con il proprio nome sotto la percentuale o quantità di rischio che erano disposti ad accettare.
In questo senso il termine è usato specialmente per le assicurazioni marittime e la figura dell'underwriter può essere ricondotta in primis ai Lloyd's di Londra, mercato di assicuratori che operano in sindacato accettando rischi proposti loro dai broker.
Gli underwriter sono gli unici membri che hanno il permesso di accettare rischi assicurativi ai Lloyd's. Questi membri sono organizzati in gruppi, chiamati sindacati (syndicates), che investono capitali per sottoscrivere contratti di assicurazione e pagarne l'eventuale indennizzo.
Quando il rischio è troppo elevato, esso viene condiviso tra diversi sindacati, ognuno dei quali si prende una percentuale del rischio.
Nel passato, i soldi utilizzati per pagare gli indennizzi venivano solo da sottoscrittori privati, che avevano una responsabilità illimitata, ma tra il 1988 e il 1992, i Lloyd's persero circa 8 milioni di sterline e 1500 investitori privati fallirono. Per questo motivo, nel 1993 i Lloyd's hanno aperto il mercato a compagnie assicurative e offerto una responsabilità limitata a investitori privati.

## Edward Lloyd
Edward Lloyd fu il proprietario della Coffee House che diede il nome ai Lloyd's di Londra, l'assicurazione e l'istituzione finanziaria che ha assunto un'importanza a livello mondiale.
Egli nacque attorno al 1648 e si pensa provenisse dalla città di Canterbury; arrivò a Londra (secondo la documentazione della parrocchia di All Hallows Church) nel 1680, accompagnato dalla moglie Abigail, circa negli stessi anni della nascita della sua terza figlia, Mary, e della morte del figlio Edward.
La City, in quel periodo, veniva rappresentata da due mondi: quello navale e quello finanziario, entrambi confluenti in un'area collocata tra la Torre di Londra e Thames Street. A quel tempo mancava un luogo d'incontro tra mercanti e agenti assicurativi.
Edward Lloyd prese in gestione il caffè, la cui locazione originale era in Tower of London Street; fu qui che i mercanti, desiderosi di assicurare le proprie imbarcazioni, incontravano assicuratori pronti ad assumersi questi rischi. Edward Lloyd non era direttamente coinvolto negli affari assicurativi, ma incoraggiava i mercanti fornendo loro oggetti di cancelleria e informazioni sulle navi. Anche dopo la morte del signor Lloyd, il suo caffè rimase un centro per assicurazioni a Londra.
Sin dall'inizio, Edward occupò una posizione prominente nella comunità londinese, in particolare nella collettività religiosa. Nel 1697 venne eletto "addetto all'accoglienza": aveva il compito di salutare i membri della congregazione. Pochi anni dopo divenne "supervisore del vicinato".
Edward ebbe ben tre mogli; la prima, Abigail, precedentemente citata, morì nel 1698. Lo stesso anno si risposò con Elizabeth Mashbourne, con la quale trascorse 14 anni. Elizabeth morì nel 1712 e lo stesso anno Edward si sposò nuovamente con Martha Denham.
La domenica del 15 febbraio 1713, il signor Lloyd morì, circondato, si pensa, dalle sue figlie e da sua moglie Martha. Fu proprio a quest'ultima cui lasciò, dopo solo un anno di matrimonio, una grande eredità. La proprietà del caffè fu data in eredità al capo cameriere William Newton, che due giorni dopo avrebbe sposato sua figlia Handy.
A quel tempo era raro che i giornali parlassero della morte di un cittadino, ma sul The Flying Post venne trovato un omaggio a Mr. Lloyd: 
(The Flying Post, 17 febbraio 1713)
Tuttavia, la storia dei Lloyd's ebbe inizio solo dopo la morte del signor Edward.

## L'edificio

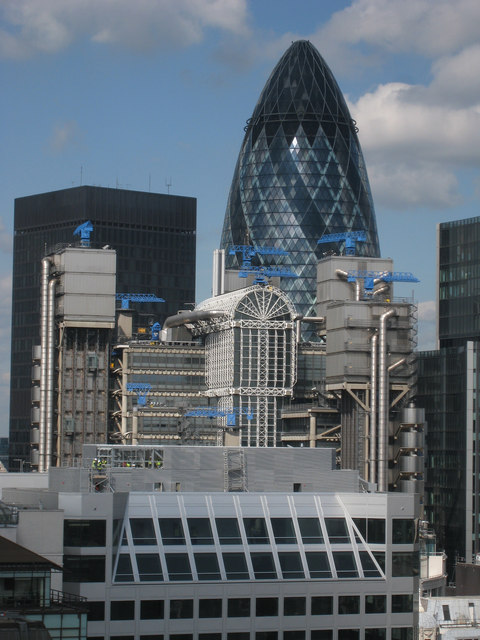
Il moderno edificio dei Lloyd's

### La struttura
Il complesso di Lloyd è un edificio moderno costruito nel 1986 per i Lloyd's.

#### Tower Street
La prima sede fu la caffetteria di Edward Lloyd in via Torre, stabilita dal 1688 nella City di Londra.
Nel XVII secolo, l'importanza di Londra come centro commerciale ha portato a una crescente domanda di assicurazioni navali, fu per questo che la caffetteria di Lloyd venne riconosciuta come luogo principale per tutte le assicurazioni marittime.
Nel 1691, la sede si trasferì a Lombard Street, più vicina al cuore della città.

#### The Royal Exchange
I Lloyd's si evolsero lentamente in una società assicurativa più formale e nel 1774 occupò la nuova sede presso il Royal Exchange in Cornhill, la quale venne distrutta a causa di un incendio nel 1838 e ricostruita nel 1844. Nel frattempo la compagnia assicurativa si trasferì a South Sea House.

#### Leadenhall Street
Nel 1928 l'organizzazione si trasferì in un edificio più innovativo ampliando il business, ma il mercato si spostò in un secondo nuovo edificio in Lime Street nel 1958.

#### Lime Street
L'edificio attuale della Lloyd's è stato progettato dall'architetto Richard Rogers e sono stati impiegati otto anni per la sua realizzazione.
Di seguito sono riportati alcuni dati significativi:
- 33.510 metri cubi di calcestruzzo;
- 30.000 metri quadrati di rivestimento in acciaio inox;
- 12.000 metri quadrati di vetro.

### Il nuovo edificio
Per ospitare una costante crescita dell'organizzazione, i Lloyd's si trasferirono nel 1774 dalla loro posizione originale sulla Pope's Head Alley a Royal Exchange.
Nel 1928 si stabilirono presso, la sua sede attuale a Lime Street, in una struttura costruita e progettata da Sir Edwin Cooper. Dopo un'espansione iniziale dall'altra parte della strada, si è rivelata troppo piccola; ancora una volta, i Lloyd's hanno deciso di erigere una nuova sede contattando l'architetto Richard Rogers.
La proposta di Rogers per il nuovo edificio dei Lloyd's era altrettanto controverso come il suo co-progettato Centre Pompidou di Parigi, grazie al suo cosiddetto design in stile High Tech, dove gli elementi funzionali, quali gli ascensori, vengono spostati al di fuori del palazzo per creare più spazio interiore.
L'esterno è più raffinato di quello del Centre Pompidou però, con acciaio inox lucido e vetro invece di una cacofonia di colori.

### La campana "Lutine"

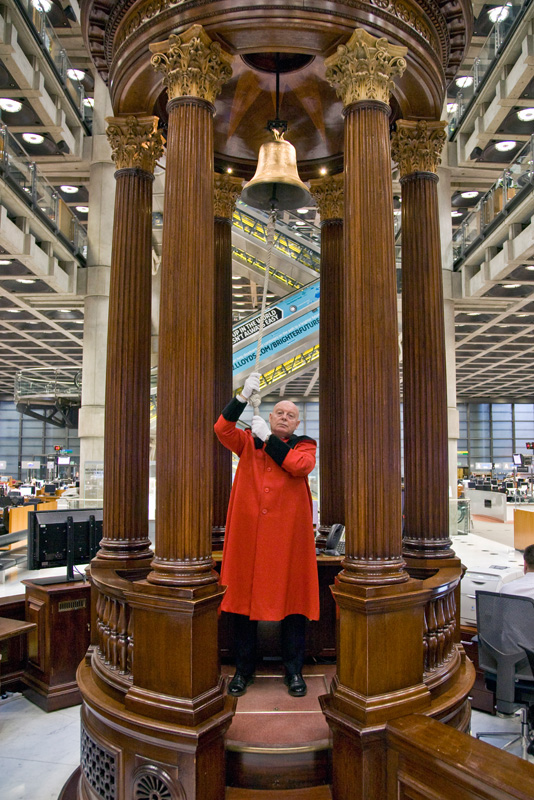
La Lutine Bell

La Lutine Bell è la famosa campana che, posta nella sala delle contrattazioni della Lloyd's, ha annunciato per quasi un secolo le notizie buone o cattive a tutti gli operatori interessati.
Un solo rintocco annunciava la perdita di una nave, due rintocchi annunciavano l'arrivo in porto di una nave ormai considerata dispersa; ciò avveniva quando un assicuratore, non avendo più notizie di una nave da lui assicurata, nel dubbio di dover pagare, riassicurava tali rischi con un altro membro dei Lloyd's; i rintocchi della campana permettevano a tutti di essere avvisati contemporaneamente dell'evolversi della situazione.
Tale campana apparteneva all'ex fregata francese La Lutine: essa era coperta da assicurazione da parte dei Lloyd's quando, con un carico di lingotti d'oro e d'argento, naufragò nel 1799 sulle coste della Danimarca.
Mantenendo fede agli impegni assunti, i Lloyd's pagarono il relativo indennizzo pari a un milione di sterline dell'epoca, rimanendo padroni del relitto, il cui recupero fu molto difficoltoso.
Soltanto nel 1859 furono recuperati diversi oggetti, tra cui la campana della nave che, dal quel momento, fu posta nella sede dei Lloyd's, assolvendo fino al 1981 la funzione di "avviso". Da allora, con il progresso informatico e delle comunicazioni satellitari, è diventata superflua e viene usata solo in particolari cerimonie, come nel 1996, quando il Chairman suonò la campana per annunciare il nuovo piano di risanamento e sviluppo della società.

### Il Palazzo

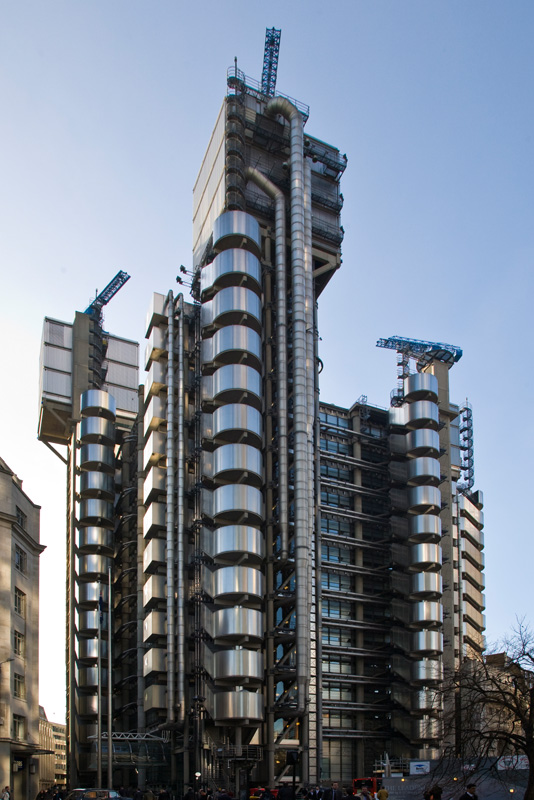
Il Lloyd's building

L'edificio dei Lloyd's fu eretto tra il 1978 e il 1986 e consiste in una forma rettangolare e in una maestosa torre di quattordici piani con una struttura in cemento, la cui misura corrisponde a 45 metri di larghezza e 67 metri di lunghezza.
Un grande tetto di vetro a botte copre sessanta metri di altezza dell'atrio. 
L'edificio è molto innovativo, con all'interno dei servizi quali scale, ascensori, condotti di energia elettrica e tubi di acqua esterni, lasciando un ampio spazio libero all'interno. I 12 ascensori di vetro sono stati i primi del loro genere in tutto il Regno Unito.
Tuttavia, quando il disegno di Richard Rogers è stato mostrato al pubblico, nel 1978, ha causato una grande polemica in quanto era in forte contrasto con gli antichi edifici circostanti, come in particolare il Leadenhall Market.

### Adam Room

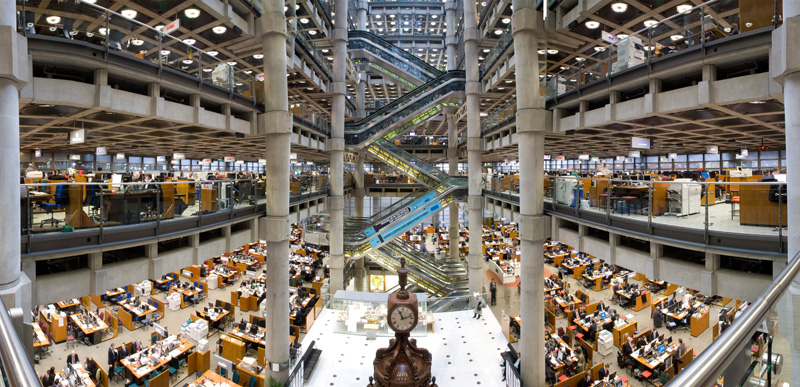
Interno Lloyd's

La stanza chiamata "Adam Room" è localizzata alla galleria 11. Questa stanza fu progettata da Robert Adam nel 1763 come sala da pranzo; oggi la sala è adornata da quadri che donano alla stanza un magnifico aspetto. Tuttora la stanza è utilizzata per gli incontri del Consiglio dei Lloyd's, per presentazioni e altri eventi.

### Old Library
L'antica libreria è situata alla base dell'edificio Lloyd, fu costruita nel 1928 con stile tradizionale, ma architettura moderna.

## Le curiosità

### Le maggiori perdite
I Lloyd's sono un'istituzione famosa e importante in tutto il mondo anche per il fatto che non hanno mai tardato a pagare i propri assicurati, nonostante i vari casi di perdite. La perdita più importante subita si è verificata nell'aprile 1912, quando il transatlantico Titanic affondò. Perdite consistenti si verificarono anche con il terremoto a San Francisco nel 1906, che costò ai Lloyd's più di cinquanta milioni di dollari (oggi equivalgono a più di un miliardo di dollari), uragani di forte intensità negli Stati Uniti d'America, come l'uragano Ivan e Charlie nel 2004, l'Uragano Katrina nel 2005 e l'attacco terroristico alle torri gemelle di New York nel 2001. Per i Lloyd's il 2011 non è stato un anno molto favorevole, dal momento che le perdite sono state numerose a causa dei vari disastri naturali che hanno colpito il pianeta come le inondazioni in Australia e Thailandia, il terremoto in Nuova Zelanda, i numerosi uragani negli Stati Uniti e infine il terremoto e lo tsunami in Giappone.

### Visitare i Lloyd's
Essendo l'organizzazione assicurativa più importante del mondo, i Lloyd's di Londra ricevono ogni anno migliaia di richieste di persone che vorrebbero visitarne la sede, ma difficilmente si riesce ad accontentare tutti. L'ingresso è a pagamento, su prenotazione, e comprende una spiegazione accurata della storia e delle attività dell'organizzazione, oltre che la visita dell'edificio vero e proprio, dalla campana agli uffici e alle sale dove si tengono gli avvenimenti importanti. Addetti a gestire le visite guidate sono degli ex broker; i gruppi possono essere composti da un numero massimo di persone per guida. Per potere entrare ai Lloyd's bisogna disporre di un abbigliamento formale ed elegante, adatto al contesto.

### Personaggi famosi
Molti sono i VIP che pagano ogni anno milioni di dollari per tutelare il proprio corpo o parti di esso da incidenti. Le star, soprattutto d'Oltreoceano, che scelgono questo tipo di polizze, spesso optano per quelle parti del corpo considerate "strumenti di lavoro"; tra le persone più famose ci sono il cantante Bruce Springsteen, che ha assicurato la sua voce per un valore di sei milioni di dollari, Claudia Schiffer che versa più di ventitremila euro all'anno per assicurare le sue curve, Monica Bellucci con un décolleté da milioni e c'è invece chi sceglie il pacchetto completo come i calciatori Cristiano Ronaldo e David Beckham.